# باوتوو (استان اشوی‌داشکسیه)
باوتوو (به لهستانی:  Bałtów) یک روستا در لهستان است که در گمینا باوتوو واقع شده‌است. باوتوو ۷۴۰ نفر جمعیت دارد.